# Forró

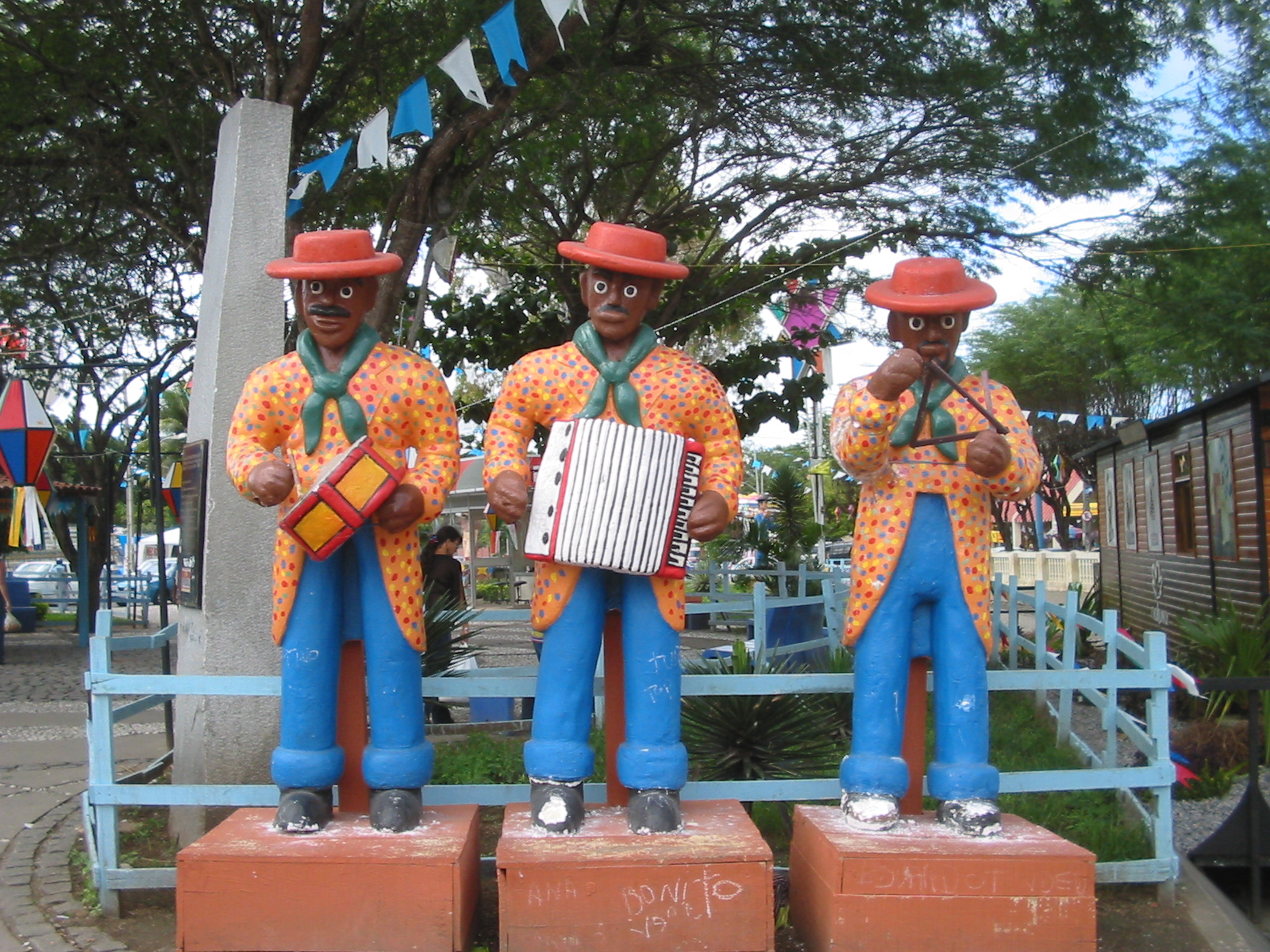
Avbildning av forrótrio

Forró är en brasiliansk musikstil, särskilt populär i nordöstra Brasilien. Typiskt för musiken är dragspelet. Till forrómusik dansas en särskild pardans, som även den kallas forró (och som påminner en hel del om salsa). Namnet forró kommer från det engelska "for all", vilket var den engelska benämningen på musica popular, det vill säga folkmusik.
Forró har sitt ursprung i calypso. Modern forró är betydligt rockigare än den traditionella, med texter som inte sällan handlar om sprit, kvinnor och sång. 
Forró är så pass populärt i nordost att det i João Pessoa finns en stor konsertarena helt dedicerad till forróspelningar, Forrock. Arenan rymmer runt 30 000 personer. 
- Wikimedia Commons har media som rör Forró.